# باغ زعيما (صوغان)
باغ زعیما (بالفارسية: باغ زعیما) هي قرية تقع في إيران في قسم صوغان الريفي. يقدر عدد سكانها بـ 85 نسمة بحسب إحصاء 2016.